# Hochfirstschanze
Die Hochfirstschanze in Titisee-Neustadt ist die größte Naturschanze Deutschlands, sie liegt am Nordhang des Hochfirst (1197 m) im Schwarzwald.

## Geschichte

### Historische Schanze
Am 6. April 1896 wurde der Neustädter Skiclub gegründet, dessen Mitglied Gustav Tröndle im Jahr 1911 Schwarzwaldmeister wurde. Die damalige Sprungschanze befand sich am Mühlrain und war im selben Jahr erbaut worden. Dort sollen sich Weiten von bis zu 30 Metern erreichen lassen haben.

### Bau der ersten Hochfirstschanze
Bereits 1930 war mit dem Bau der ersten Hochfirstschanze mit K-Punkt 60 m im Schmiedsbachtal begonnen worden. Wegen unsicherer Schneeverhältnisse konnte sie nicht im Winter 1932/1933 eröffnet werden, sondern erst mit einem Neujahrsspringen am 31. Dezember 1933, das von 3000 Zuschauern besucht wurde. Größeren Zulauf brachten die Deutschen und Wehrmachtsskimeisterschaften vom 5. bis 13. Februar 1938, deren nordische Wettkämpfe auf der Schwarzwaldschanze in Neustadt stattfanden, während die Abfahrtsläufe am Zastler durchgeführt wurden. Die über 10.000 Zuschauer im Skistadion am Scheibenstutz konnten dort beispielsweise miterleben, wie der Norweger Hans Vinjarengen Deutscher Meister in der Nordischen Kombination wurde. Zur Unterhaltung von Kraft-durch-Freude-Touristen wurden in den folgenden Jahren mehrere spontan angesetzte Lokalwettbewerbe veranstaltet.

### Bau und Umbau der heutigen Schanze
Im Jahr 1949, nach den Osterwettkämpfen, traf sich der Vorstand des Skiclubs mit den Skispringern Toni Brutscher, Sepp Weiler und Heini Klopfer. Aus diesem Treffen entstand die Idee zum Bau einer Großschanze als Naturschanze, die daraufhin von Klopfer im Frühsommer nach Fotografien mit einem K-Punkt von 80 m entworfen wurde. Die Mitte August 1949 begonnenen Bauarbeiten waren im Dezember abgeschlossen. Das Eröffnungsspringen am 15. Januar 1950 drohte erneut, wegen Schneemangels auszufallen. Es gelang den Helfern des Skiclubs und dem Neustädter Bauhof jedoch, 100 LKW-Fuhren Schnee von der Schwarzwaldhochstraße nach Neustadt zu bringen. Die dadurch erreichte Schneedecke von 15 Zentimetern wurde durch einsetzenden Regen bedroht. Dennoch konnte das Springen in Gegenwart von über 15.000 Zuschauern durchgeführt werden. Es wurden Weiten von bis zu 95 Metern erreicht.
Nach den Deutschen Nordischen Skimeisterschaften vom 16. bis 18. Februar 1951, fanden auch die dritten Deutschen Nordischen Skimeisterschaften im Januar 1960 in Neustadt statt. Trotz Dauerregen gelang Georg Thoma vor 20.000 Zuschauern der Gewinn der deutschen Meisterschaft im Spezialsprung mit einer Weite von 90 Metern sowie der dritte Gewinn der deutschen Meisterschaft in der Nordischen Kombination. Im Februar 1963 hätte der Coupe Kongsberg wegen Dauerschneefalls seit November 1962 beinahe nicht stattfinden können. 15.000 Zuschauer sahen dennoch das Duel zwischen Max Bolkart und Thoma, das letzterer mit 94 Metern für sich entscheiden konnte. Die Bedeutung der Schanze nahm in der Folge ab. Ursache waren der Fokus der Medien auf die Vierschanzentournee sowie die teilweise schwächeren Leistungen der westdeutschen Skispringer. Die mittlere Schanze war von 1957 bis 1962 als eine der ersten Schanzen mit Kunststoffmatten belegt, bevor sie mit der Zeit dem Verfall preisgegeben wurde.
Durch Umbauten im Bereich des Schanzentisches wurde 1971 für die große Hochfirstschanze ein K-Punkt von 90 m erreicht sowie ein Knick im Anlauf begradigt. Die nächste Deutsche Meisterschaft konnte 1976 ausgerichtet werden. Zudem fand jährlich ein Springen der Schwarzwälder Springertournee auf der Schanze statt.
In den Folgejahren wurden diverse Umbauten an der Schanze ausgeführt, z. B. die Neuprofilierung des Aufsprungbereichs (1988) sowie weitere Änderungen am Schanzentisch, die den K-Punkt auf 113 m brachten. 1993 entstand die Fritz-Heitzmann-Schanze als Übungsschanze mit K-Punkt 40 m. Sie wurde aus Zuschauersicht links neben der großen Schanze erbaut; zwischen den beiden Schanzen kann man die Reste der Schanze von 1930 erahnen.
Die mit rund 3,7 Mio. Euro umfangreichste Umbaumaßnahme im Jahr 2001 führte dazu, dass diese Sprunganlage in den Skisprung-Continental-Cup aufgenommen wurde. 2003 wurde das Profil der Schanze verändert und der K-Punkt auf 125 m verlegt. Zudem wurde die Fritz-Heitzmann-Schanze um Seitenbande im Auslauf und eine Berieselungsanlage erweitert.

### Umgang mit Schneemangel

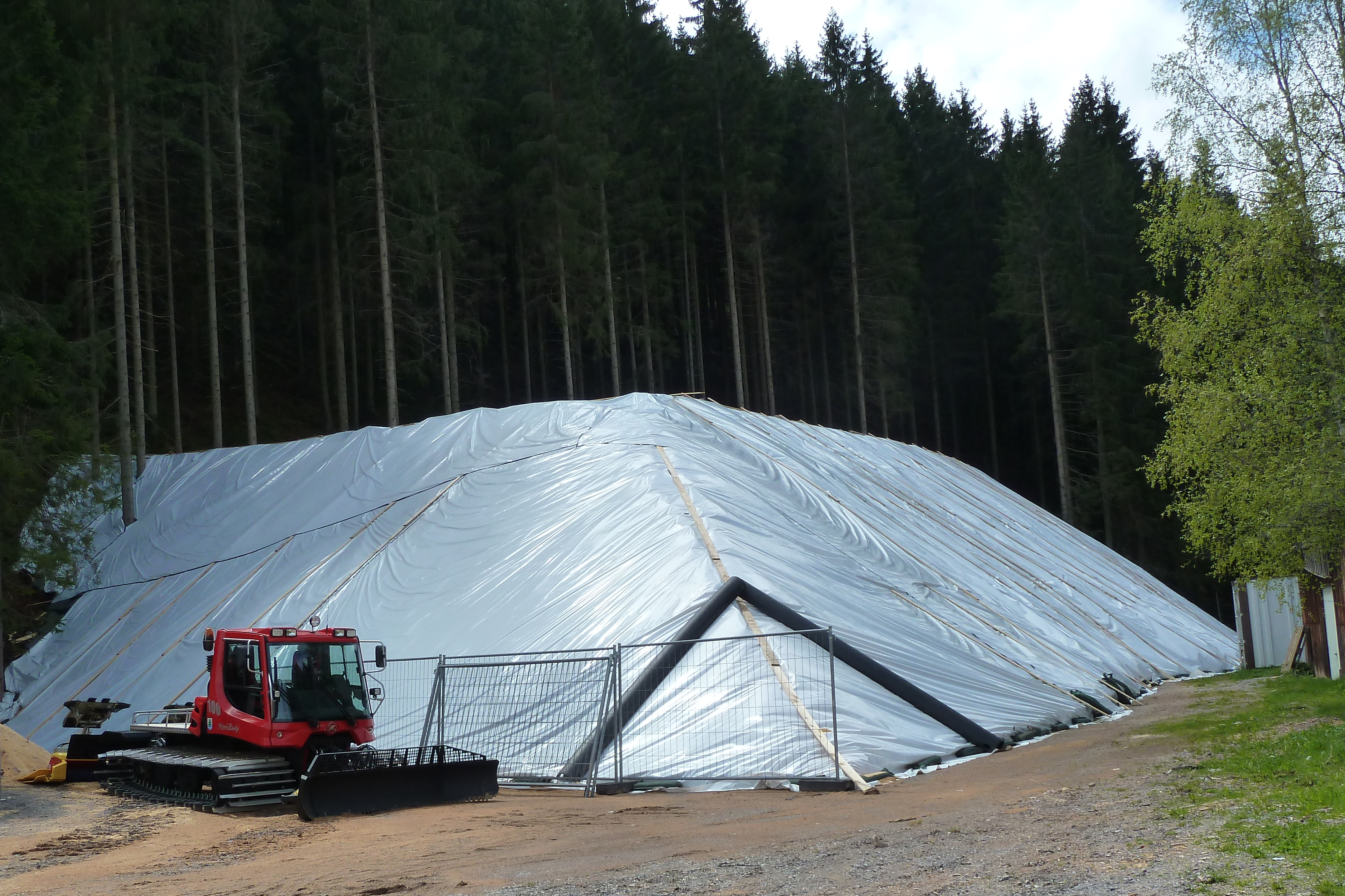
Schneepyramide zum Übersommern, davor eine Pistenraupe (Mai 2013)

In der Folge konnten mehrere Weltcup-Springen durchgeführt werden, wobei teilweise erneut Schneemangel drohte. Die Durchführung des Weltcup-Springens im Februar 2007 konnte nur durch eine Lieferung mehrerer Sattelschlepper Schnee vom Gotthardmassiv gewährleistet werden. Im Sommer desselben Jahres wurde bekannt, dass bis mindestens 2010 keine Weltcup-Springen mehr in Neustadt stattfinden würden. Begründet wurde dies neben akutem Schneemangel mit einer instabilen Wetterlage und mit der Aussage, dass der Weltcup 2007 in Neustadt ein Defizit von 100.000 Euro verursacht habe.
In den folgenden Jahren wurden weiterhin regelmäßig zweitägige Continental-Cup-Springen abgehalten. Zusätzlich zum Etat von 54.000 bis 60.000 Euro musste sich die Stadtverwaltung hierzu jeweils mit einem fünfstelligen Betrag zur Kostendeckung beteiligen. Zudem wurde im Laufe der Zeit ein Pistenbully erworben und eine Kühlspur für den Anlauf installiert.
Im Herbst 2011 wurde bekannt, dass im Rahmen des Skisprung-Weltcup 2013/14 am 14. und 15. Dezember 2013 erstmals wieder ein Weltcupspringen in Titisee-Neustadt stattfinden würde. Die Vergabe erfolgte ohne Auflagen, wie Zusatzinvestitionen in Flutlicht oder Aufstiegshilfen, was dem Standort eine generelle Weltcup-Tauglichkeit attestierte. Da in Neustadt keine Aufstiegshilfe existiert, werden die Springer mit Kleinbussen zum Anlauf befördert. Auch in der Saison 2014/15 fanden zwei Weltcupspringen in Titisee-Neustadt statt. Diesmal war es aber nicht von vorneherein geplant, sondern Titisee-Neustadt richtete die in Liberec auf der Ještěd „A“ geplanten Springen aus.
Zur Vermeidung teurer Schneelieferungen im Falle von Schneemangel wurden im März 2013 10.000 Kubikmeter Kunstschnee zu einer stumpfen Pyramide von 65 Metern Länge, 26 Metern Breite und zehn Metern Höhe aufgeschichtet. Die Pyramide wurde mit 3000 Quadratmetern Fassadendämmplatten aus Styropor und Siloplane abgedeckt, um den Sommer zu überstehen. Bereits zum Continental Cup im Januar 2013 hatte man einen erfolgreichen Versuch des Übersommerns mit einer kleineren Menge Schnee und einer Abdeckung aus Sägespänen unternommen. Dieses Verfahren wird seit einigen Jahren in Finnland und den Alpen angewandt und vom WSL-Institut für Schnee- und Lawinenforschung SLF aktiv beforscht. 6.000 der 10.000 Kubikmeter überstanden den Sommer und konnten für die sturmreichen Wettkämpfe genutzt werden.
Seit Sommer 2013 wird im Auslauf der Schanze die Freizeitaktivität Zorbing angeboten.

## Rekorde

### Männer

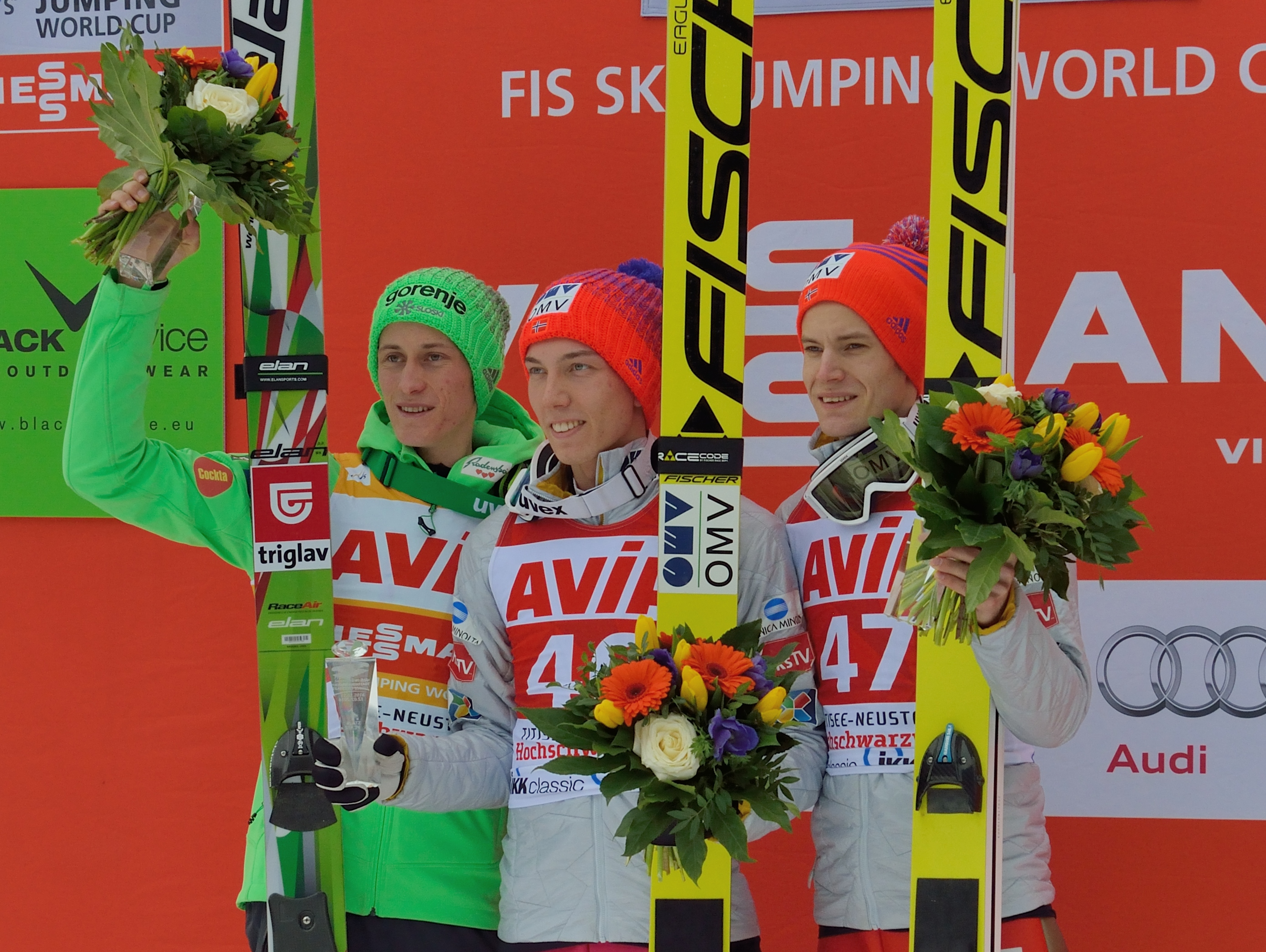
Siegerehrung beim Weltcup am 12. März 2016

- Am 2. Dezember 2001 stellte Sven Hannawald mit 145,0 m einen neuen Schanzenrekord auf, der am 3. Februar 2007 von Adam Małysz egalisiert wurde.
- Janne Ahonen sprang 2005 auf der Schanze 146 m, konnte den Sprung jedoch nicht stehen.
- Am 31. Januar 2009 erreichte Bastian Kaltenböck 147 m, da es jedoch im Probedurchgang war, galt der Rekord nicht als offiziell.
- Am 22. Januar 2011 gelang dem Österreicher Manuel Poppinger ein Sprung auf 147,5 m. Weil dieser bei einem Skisprung-Continental-Cup-Springen der Saison 2010/11 aufgestellt wurde, wird er von der FIS nicht als offizieller Schanzenrekord angesehen. Am Vortag hatte Maximilian Mechler im Training sogar 150 m gestanden,[24] was jedoch ebenfalls nicht als Rekord zählte.
- Den aktuellen Rekord hält Domen Prevc mit 148 Meter. Er erzielte diese Weite in der Qualifikation für den Weltcup am 11. März 2016.

### Frauen
- Beim ersten Frauen-Weltcup auf der Hochfirstschanze in der Saison 2020/21 stellte die Norwegerin Silje Opseth mit 138 Metern in der Qualifikation am 30. Januar 2021 den ersten Schanzenrekord auf. Im Wettbewerb am gleichen Tag verbesserte sie ihren Rekord um einen halben Meter auf 138,5 Meter.
- Der weiteste Sprung gelang Nika Križnar im Training am 29. Januar 2021 mit 143,5 Metern.

## Internationale Wettbewerbe
Genannt werden alle von der FIS organisierten Sprungwettbewerbe.
| Datum             | Kategorie            | Schanze | 1. Platz                                                                         | 2. Platz                                                                           | 3. Platz                                                                     |
| ----------------- | -------------------- | ------- | -------------------------------------------------------------------------------- | ---------------------------------------------------------------------------------- | ---------------------------------------------------------------------------- |
| 27. Februar 1999  | Continental Cup      | K120    | Matthias Wallner                                                                 | Matti Hautamäki                                                                    | Olav Magne Dønnem                                                            |
| 27. Februar 2000  | Continental Cup      | K120    | Wolfgang Loitzl                                                                  | Bine Norčič                                                                        | Kimmo Yliriesto                                                              |
| 10. Februar 2001  | Continental Cup      | K120    | ÖsterreichReinhard Schwarzenberger Manuel Fettner Martin Koch Stefan Kaiser      | DeutschlandFrank Reichel Christof Duffner Hansjörg Jäkle Georg Späth               | SlowenienRok Benkovič Simon Podrebršek Primož Pikl Grega Podržaj             |
| 11. Februar 2001  | Continental Cup      | K120    | Manuel Fettner                                                                   | Reinhard Schwarzenberger                                                           | Georg Späth                                                                  |
| 1. Dezember 2001  | Weltcup              | K120    | Adam Małysz                                                                      | Martin Schmitt                                                                     | Stephan Hocke                                                                |
| 2. Dezember 2001  | Weltcup              | K120    | Sven Hannawald                                                                   | Adam Małysz                                                                        | Andreas Goldberger                                                           |
| 14. Dezember 2002 | Weltcup              | K120    | Martin Höllwarth                                                                 | Sigurd Pettersen                                                                   | Adam Małysz                                                                  |
| 15. Dezember 2002 | Weltcup              | K120    | Martin Höllwarth                                                                 | Andreas Goldberger                                                                 | Andreas Kofler                                                               |
| 25. Januar 2003   | Continental Cup      | K120    | Christof Duffner                                                                 | Daniel Forfang                                                                     | Kai Bracht                                                                   |
| 26. Januar 2003   | Continental Cup      | K120    | Robert Mateja                                                                    | Igor Medved                                                                        | Daniel Forfang                                                               |
| 13. Dezember 2003 | Weltcup              | K120    | Wettkampf abgesagt (starker Wind)                                                | Wettkampf abgesagt (starker Wind)                                                  | Wettkampf abgesagt (starker Wind)                                            |
| 14. Dezember 2003 | Weltcup              | K120    | Tami Kiuru                                                                       | Andreas Widhölzl                                                                   | Janne Ahonen                                                                 |
| 22. Januar 2005   | Weltcup              | HS142   | Janne Ahonen                                                                     | Jakub Janda                                                                        | Thomas Morgenstern                                                           |
| 23. Januar 2005   | Weltcup              | HS142   | Jakub Janda                                                                      | Adam Małysz                                                                        | Risto Jussilainen                                                            |
| 21. Januar 2006   | Continental Cup      | HS142   | Bastian Kaltenböck                                                               | Roland Müller                                                                      | Mathias Hafele                                                               |
| 22. Januar 2006   | Continental Cup      | HS142   | Gerald Wambacher                                                                 | Bastian Kaltenböck                                                                 | Arttu Lappi                                                                  |
| 3. Februar 2007   | Weltcup              | HS142   | Adam Małysz                                                                      | Andreas Kofler                                                                     | Anders Jacobsen                                                              |
| 4. Februar 2007   | Weltcup              | HS142   | Adam Małysz                                                                      | Gregor Schlierenzauer                                                              | Dmitri Wassiljew                                                             |
| 31. Januar 2009   | Continental Cup      | HS142   | Jakub Janda                                                                      | Ondřej Vaculík                                                                     | Pascal Bodmer                                                                |
| 1. Februar 2009   | Continental Cup      | HS142   | Jakub Janda                                                                      | Roland Müller                                                                      | Daniel Lackner                                                               |
| 16. Januar 2010   | Continental Cup      | HS142   | Michael Hayböck                                                                  | Björn Koch                                                                         | Borek Sedlák                                                                 |
| 17. Januar 2010   | Continental Cup      | HS142   | Wettkampf abgesagt (starker Wind)                                                | Wettkampf abgesagt (starker Wind)                                                  | Wettkampf abgesagt (starker Wind)                                            |
| 22. Januar 2011   | Continental Cup      | HS142   | Maximilian Mechler                                                               | Matic Kramaršič                                                                    | Manuel Poppinger                                                             |
| 23. Januar 2011   | Continental Cup      | HS142   | Maximilian Mechler                                                               | Rok Zima                                                                           | Felix Schoft                                                                 |
| 14. Januar 2012   | Continental Cup      | HS142   | Manuel Fettner                                                                   | Stefan Hula                                                                        | Robert Johansson                                                             |
| 15. Januar 2012   | Continental Cup      | HS142   | Manuel Fettner                                                                   | Antonín Hájek                                                                      | Andreas Stjernen                                                             |
| 26. Januar 2013   | Continental Cup      | HS142   | Fredrik Bjerkeengen                                                              | Manuel Fettner                                                                     | Nicholas Alexander                                                           |
| 27. Januar 2013   | Continental Cup      | HS142   | Manuel Fettner                                                                   | Kim René Elverum Sorsell Rok Justin                                                |                                                                              |
| 14. Dezember 2013 | Weltcup              | HS142   | Thomas Morgenstern                                                               | Kamil Stoch                                                                        | Simon Ammann                                                                 |
| 15. Dezember 2013 | Weltcup              | HS142   | Kamil Stoch                                                                      | Simon Ammann                                                                       | Noriaki Kasai                                                                |
| 7. Februar 2015   | Weltcup              | HS142   | Severin Freund                                                                   | Stefan Kraft                                                                       | Peter Prevc                                                                  |
| 8. Februar 2015   | Weltcup              | HS142   | Anders Fannemel                                                                  | Kamil Stoch                                                                        | Roman Koudelka                                                               |
| 28. Februar 2015  | Continental Cup      | HS142   | Kenneth Gangnes                                                                  | Jaka Hvala                                                                         | Daniel-André Tande                                                           |
| 28. Februar 2015  | Continental Cup      | HS142   | Daniel-André Tande                                                               | Andreas Wank                                                                       | Pius Paschke                                                                 |
| 1. März 2015      | Continental Cup      | HS142   | Halvor Egner Granerud                                                            | Stephan Leyhe                                                                      | Andreas Wank Krzysztof Biegun                                                |
| 12. März 2016     | Weltcup              | HS142   | Johann André Forfang                                                             | Peter Prevc                                                                        | Kenneth Gangnes                                                              |
| 13. März 2016     | Weltcup              | HS142   | Wettkampf abgesagt (starker Wind)                                                | Wettkampf abgesagt (starker Wind)                                                  | Wettkampf abgesagt (starker Wind)                                            |
| 7. Januar 2017    | Continental Cup      | HS142   | Johann André Forfang                                                             | Daniel Huber                                                                       | Klemens Murańka                                                              |
| 8. Januar 2017    | Continental Cup      | HS142   | Viktor Polášek                                                                   | Johann André Forfang                                                               | Clemens Aigner                                                               |
| 9. Dezember 2017  | Weltcup              | HS142   | NorwegenRobert Johansson Daniel-André Tande Anders Fannemel Johann André Forfang | PolenPiotr Żyła Maciej Kot Dawid Kubacki Kamil Stoch                               | DeutschlandMarkus Eisenbichler Karl Geiger Andreas Wellinger Richard Freitag |
| 10. Dezember 2017 | Weltcup              | HS142   | Richard Freitag                                                                  | Andreas Wellinger                                                                  | Daniel-André Tande                                                           |
| 6. Januar 2018    | Continental Cup      | HS142   | Marius Lindvik                                                                   | Nejc Dežman                                                                        | Vincent Descombes Sevoie                                                     |
| 7. Januar 2018    | Continental Cup      | HS142   | David Siegel                                                                     | Marius Lindvik                                                                     | Sondre Ringen                                                                |
| 8. Dezember 2018  | Weltcup              | HS142   | Wettkämpfe wegen zu warmen Temperaturen und starken Niederschlags abgesagt       | Wettkämpfe wegen zu warmen Temperaturen und starken Niederschlags abgesagt         | Wettkämpfe wegen zu warmen Temperaturen und starken Niederschlags abgesagt   |
| 9. Dezember 2018  | Weltcup              | HS142   | Wettkämpfe wegen zu warmen Temperaturen und starken Niederschlags abgesagt       | Wettkämpfe wegen zu warmen Temperaturen und starken Niederschlags abgesagt         | Wettkämpfe wegen zu warmen Temperaturen und starken Niederschlags abgesagt   |
| 9. Dezember 2018  | Weltcup              | HS142   | Wettkämpfe wegen zu warmen Temperaturen und starken Niederschlags abgesagt       | Wettkämpfe wegen zu warmen Temperaturen und starken Niederschlags abgesagt         | Wettkämpfe wegen zu warmen Temperaturen und starken Niederschlags abgesagt   |
| 3. Januar 2020    | Continental Cup      | HS142   | Wettkämpfe abgesagt                                                              | Wettkämpfe abgesagt                                                                | Wettkämpfe abgesagt                                                          |
| 4. Januar 2020    | Continental Cup      | HS142   | Wettkämpfe abgesagt                                                              | Wettkämpfe abgesagt                                                                | Wettkämpfe abgesagt                                                          |
| 18. Januar 2020   | Weltcup              | HS142   | Dawid Kubacki                                                                    | Stefan Kraft                                                                       | Ryōyū Kobayashi                                                              |
| 19. Januar 2020   | Weltcup              | HS142   | Dawid Kubacki                                                                    | Ryōyū Kobayashi                                                                    | Timi Zajc                                                                    |
| 9. Januar 2021    | Weltcup              | HS142   | Kamil Stoch                                                                      | Halvor Egner Granerud                                                              | Piotr Żyła                                                                   |
| 10. Januar 2021   | Weltcup              | HS142   | Halvor Egner Granerud                                                            | Daniel-André Tande                                                                 | Stefan Kraft                                                                 |
| 30. Januar 2021   | Weltcup              | HS142   | Marita Kramer                                                                    | Silje Opseth                                                                       | Ema Klinec                                                                   |
| 31. Januar 2021   | Weltcup              | HS142   | Marita Kramer                                                                    | Sara Takanashi                                                                     | Silje Opseth                                                                 |
| 7. Januar 2022    | Continental Cup      | HS142   | Wettkämpfe wegen der Wetterlage abgesagt                                         | Wettkämpfe wegen der Wetterlage abgesagt                                           | Wettkämpfe wegen der Wetterlage abgesagt                                     |
| 8. Januar 2022    | Continental Cup      | HS142   | Wettkämpfe wegen der Wetterlage abgesagt                                         | Wettkämpfe wegen der Wetterlage abgesagt                                           | Wettkämpfe wegen der Wetterlage abgesagt                                     |
| 22. Januar 2022   | Weltcup              | HS142   | Karl Geiger                                                                      | Anže Lanišek                                                                       | Markus Eisenbichler                                                          |
| 23. Januar 2022   | Weltcup              | HS142   | Karl Geiger                                                                      | Anže Lanišek                                                                       | Markus Eisenbichler                                                          |
| 9. Dezember 2022  | Weltcup              | HS142   | Anže Lanišek                                                                     | Dawid Kubacki                                                                      | Karl Geiger                                                                  |
| 10. Dezember 2022 | Weltcup              | HS142   | ÖsterreichMarita Kramer Michael Hayböck Eva Pinkelnig Stefan Kraft               | NorwegenAnna Odine Strøm Bendik Jakobsen Heggli Silje Opseth Halvor Egner Granerud | DeutschlandSelina Freitag Constantin Schmid Katharina Althaus Karl Geiger    |
| 11. Dezember 2022 | Weltcup              | HS142   | Katharina Althaus                                                                | Silje Opseth                                                                       | Urša Bogataj                                                                 |
| 11. Dezember 2022 | Weltcup              | HS142   | Dawid Kubacki                                                                    | Anže Lanišek                                                                       | Stefan Kraft                                                                 |
| 13. Dezember 2024 | Weltcup / Super Team | HS142   | DeutschlandAndreas Wellinger Pius Paschke                                        | ÖsterreichDaniel Tschofenig Jan Hörl                                               | NorwegenHalvor Egner Granerud Kristoffer Eriksen Sundal                      |
| 14. Dezember 2024 | Weltcup              | HS142   | Pius Paschke                                                                     | Gregor Deschwanden                                                                 | Daniel Tschofenig                                                            |
| 15. Dezember 2024 | Weltcup              | HS142   | Pius Paschke                                                                     | Michael Hayböck                                                                    | Kristoffer Eriksen Sundal                                                    |